# Veľký Lom
Veľký Lom és un poble i municipi d'Eslovàquia. Es troba a la regió de Banská Bystrica.

## Història
La primera menció escrita de la vila es remunta al 1573.

## Demografia
| Godina             | 1994 | 2004   | 2014    | 2024    |
| ------------------ | ---- | ------ | ------- | ------- |
| Nombre de persones | 232  | 220    | 195     | 132     |
| Diferència         |      | −5,17% | −11,36% | −32,30% |

| Godina             | 2023 | 2024 |
| ------------------ | ---- | ---- |
| Nombre de persones | 132  | 132  |
| Diferència         |      | +0%  |